# 市振漁港
市振漁港（いちぶりぎょこう）とは、新潟県糸魚川市（上越地方）大字市振にある第2種漁港である。漁港管理者は新潟県で、関係漁協は青海町漁協。

## 概要
当漁港は市振海岸に掘り込みで整備された漁港で、地域沿岸漁業の中心港となっている。地先海域は水深600m以浅の大陸棚で、漁種は豊富で、漁獲量も多い。防波堤には、地域づくりの一環として地元小学生が作成した壁画が描かれている。
大波止の先端は好釣場となっていたが、現在は立入禁止となっている。

## 沿革
- 1952年（昭和27年）11月10日 - 第2種漁港に指定される[1]